# Zestusa
Zestusa là một chi bướm ngày thuộc họ Bướm nâu.